# Lepidoblepharis
Lepidoblepharis – rodzaj jaszczurek z rodziny Sphaerodactylidae.

## Zasięg występowania
Rodzaj obejmuje gatunki występujące w Ameryce (Nikaragua, Kostaryka, Panama, Kolumbia, Wenezuela, Gujana Francuska, Brazylia, Ekwador i Peru). 

## Systematyka
Rodzaj zdefiniował w 1897 roku włoski herpetolog Mario Giacinto Peracca w artykule poświęconym gadom zebranym podczas wyprawy Enrico Festy do Ekwadoru opublikowanym w czasopiśmie Bollettino dei Musei di Zoologia ed Anatomia Comparata della R. Università di Torino. Gatunkiem typowym jest (oznaczenie monotypowe) Lepidoblepharis festae.

### Etymologia
- Lepidoblepharis: gr. λεπις lepis, λεπιδος lepidos ‘łuska, płytka’, od λεπω lepō ‘łuszczyć’[5]; βλεφαρις blepharis, βλεφαριδος blepharidos ‘rzęsa, powieka’[6].
- Lathrogecko: gr. λαθραιος lathraios ‘ukryty’[7]; rodzaj Gecko Brongniart, 1800. Gatunek typowy (oryginalne oznaczenie): Lathrogecko sanctae-martae Ruthven, 1916.

### Podział systematyczny
Do rodzaju należą następujące gatunki: 

- Lepidoblepharis buchwaldi Werner, 1910
- Lepidoblepharis colombianus Mechler, 1968
- Lepidoblepharis conolepis Ávila-Pires, 2001
- Lepidoblepharis duolepis Ayala & Castro, 1983
- Lepidoblepharis emberawoundule Batista, Ponce, Vesely, Mebert, Hertz, Köhler, Carrizo & Lotzkat, 2015
- Lepidoblepharis festae (Peracca, 1897)
- Lepidoblepharis grandis Miyata, 1985
- Lepidoblepharis heyerorum Vanzolini, 1978
- Lepidoblepharis hoogmoedi Ávila-Pires, 1995
- Lepidoblepharis intermedius Boulenger, 1914
- Lepidoblepharis microlepis (Noble, 1923)
- Lepidoblepharis miyatai Lamar, 1985
- Lepidoblepharis montecanoensis Markezich & Taphorn, 1994
- Lepidoblepharis nukak Calderón-Espinosa & Medina-Rangel, 2016
- Lepidoblepharis peraccae Boulenger, 1908
- Lepidoblepharis rufigularis Batista, Ponce, Vesely, Mebert, Hertz, Köhler, Carrizo & Lotzkat, 2015
- Lepidoblepharis ruthveni Parker, 1926
- Lepidoblepharis sanctaemartae (Ruthven, 1916)
- Lepidoblepharis victormartinezi Batista, Ponce, Vesely, Mebert, Hertz, Köhler, Carrizo & Lotzkat, 2015
- Lepidoblepharis williamsi Ayala & Serna, 1986
- Lepidoblepharis xanthostigma (Noble, 1916)